# Cão policial

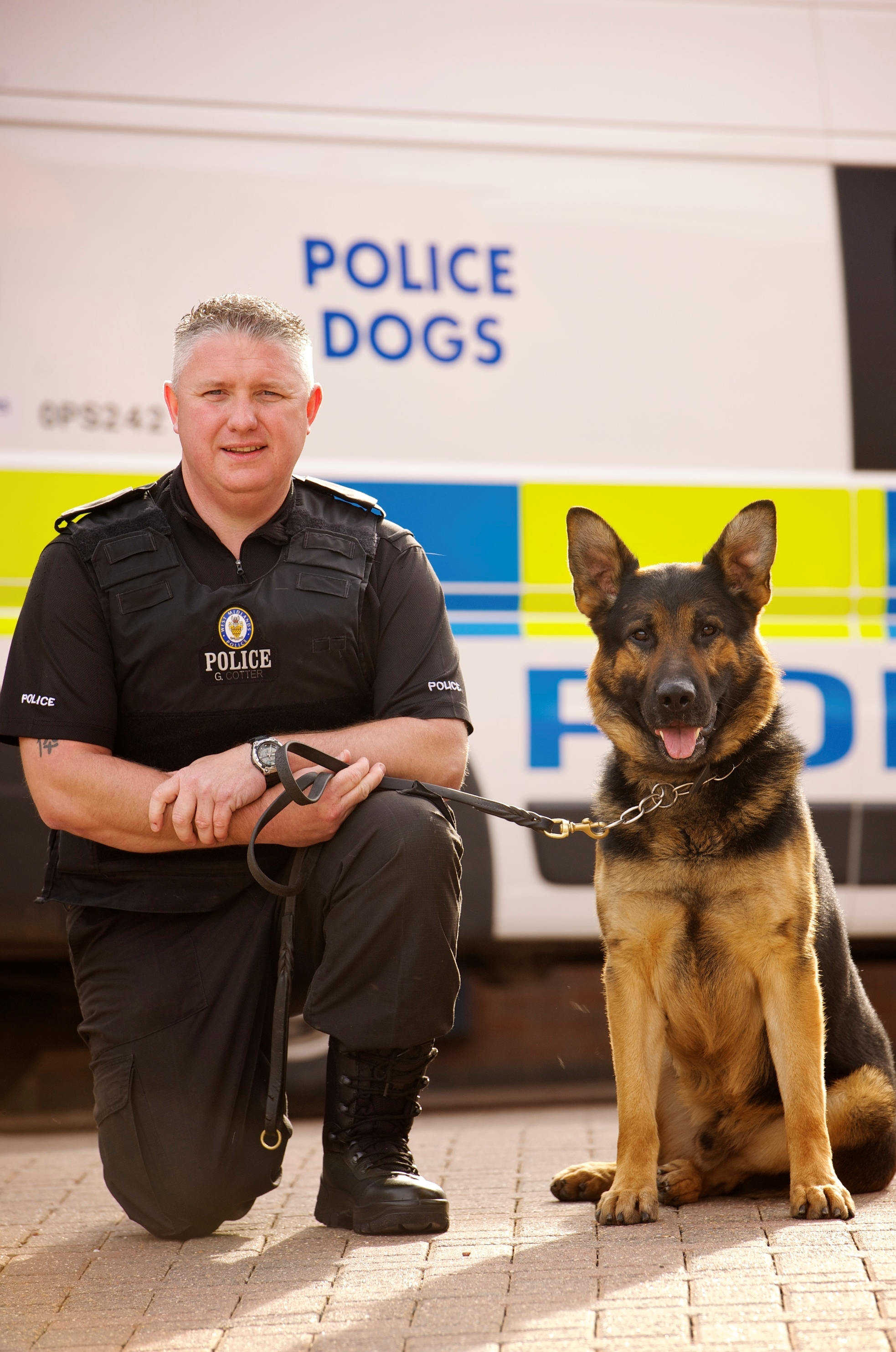
Policial e seu cão K9 pastor-alemão

Um cão policial (português brasileiro) ou cão polícia (português europeu), conhecido em alguns países de língua inglesa como "K-9" ou "K9" (um homófono de "canino" em inglês canine), é um cão criado e adestrado especificamente para ajudar a polícia e outras forças de segurança pública. Seus deveres incluem: faro de drogas e explosivos, localizar pessoas desaparecidas, encontrar provas de cenas de crime, e atacar, capturar e imobilizar suspeitos. Há cães especializados em apenas uma função, como também há cães multipropósito, inclusive na mesma raça. As raças mais utilizadas são o pastor-alemão linhagem de trabalho, o pastor-belga Malinois, o labrador retriever e o pastor-holandês.

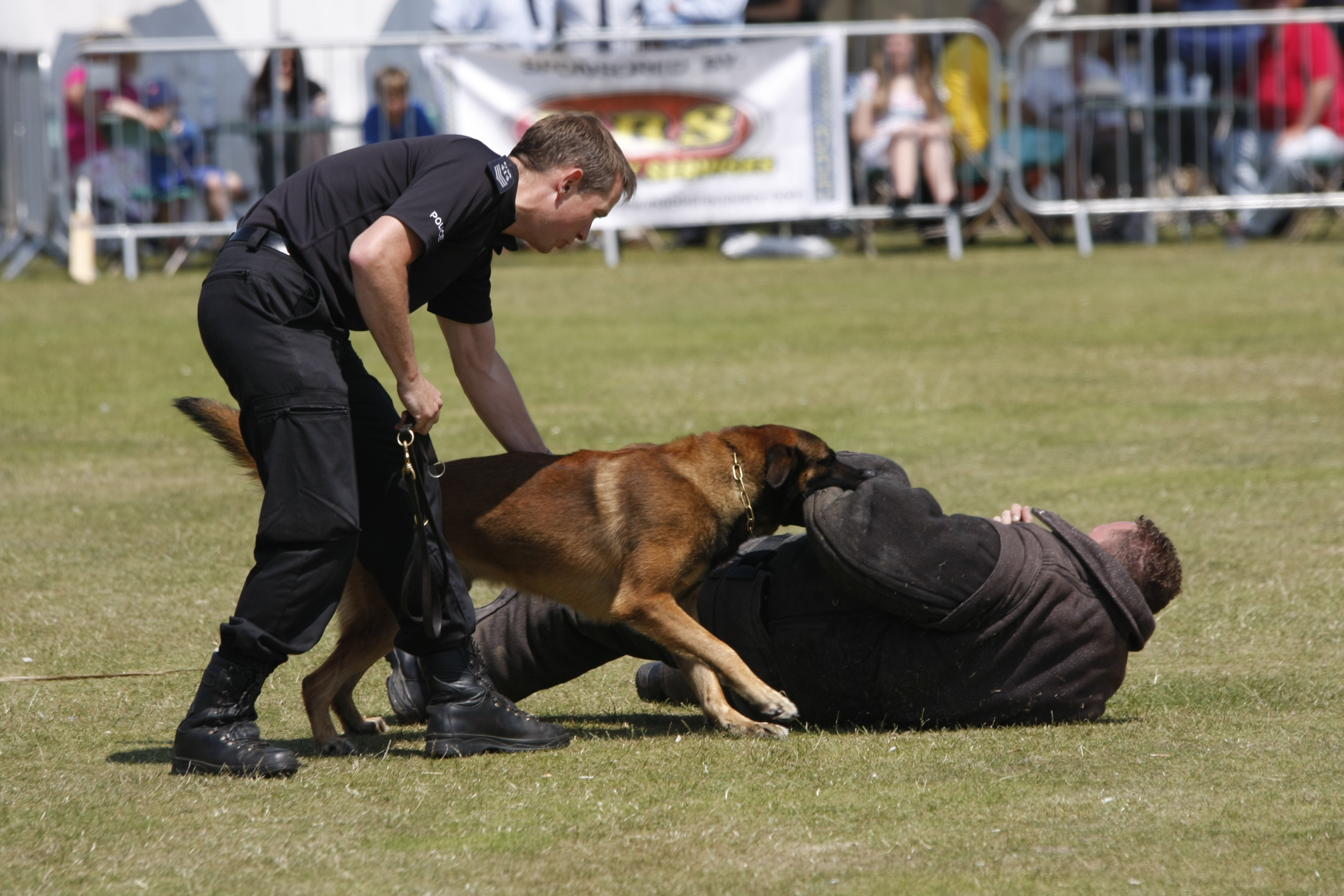
Um cão policial pastor-belga Malinois durante uma demonstração em Eastbourne, Sussex, Reino Unido.

 No século XXI o pastor-belga Malinois tornou-se a primeira escolha para o trabalho policial e militar, devido à sua intensa movimentação agilidade e temperamento intenso com elevado impulso de caça. Os malinois são menores e mais ágeis que os pastores alemães e têm menos problemas de saúde.  No entanto, um pastor alemão de uma linhagem de trabalho bem selecionada é tão apto quanto um malinois.
Em muitos países, o ferimento ou morte intencional de um cão policial é crime.

## História

### História antiga
Cães têm sido usados na aplicação da lei desde a Idade Média. Dinheiro era arrecadado nas aldeias para a manutenção dos cães bloodhounds de oficiais que serviam paróquias (chamados então de "parish constable"), e estes cães eram usados para caçar bandidos.  Na França, os cães foram usados no século XIV em Saint-Malo. Bloodhounds usados na Escócia eram conhecidos como "cães slough" - a palavra "Sleuth" (que significa detetive) deriva deste termo canino.
A rápida urbanização de Londres no século XIX aumentou a preocupação do público com relação à crescente insegurança pública - um problema que era grande demais para ser enfrentado pelas autoridades policiais da época.  Como resultado, associações privadas foram formadas para ajudar no combate ao crime. Vigias noturnos eram empregados para proteger instalações e recebiam armas de fogo e cães para se proteger dos criminosos.

### Era moderna

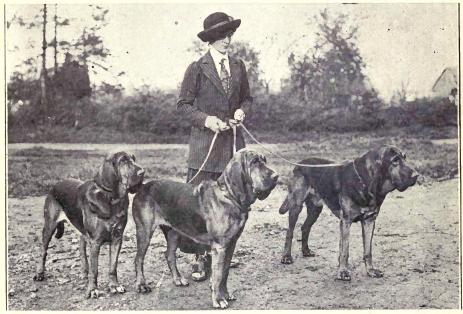
Bloodhounds usados por Sir Charles Warren para rastrear o serial killer Jack, o estripador na década de 1880.

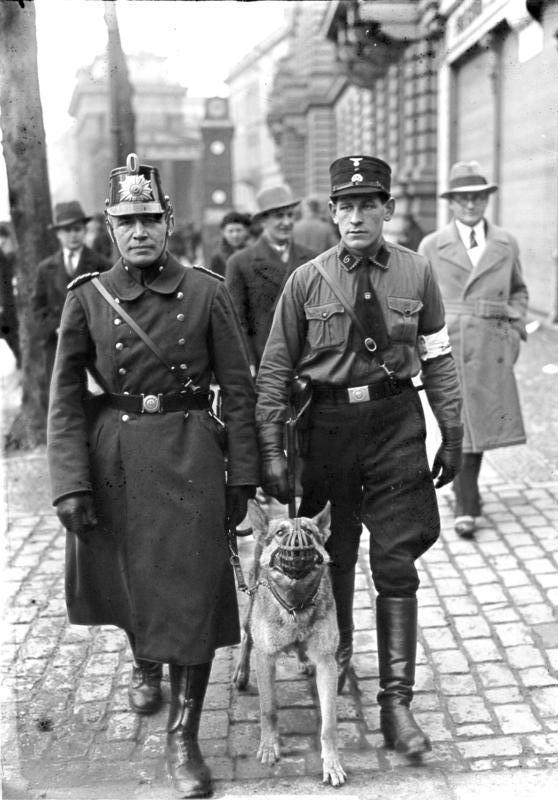
Pastor alemão em uso pelo oficial Schutzpolizei e auxiliar da SA durante a eleição federal alemã, em março de 1933, pouco depois da tomada de poder pelos nazistas

Uma das primeiras tentativas de usar cães no policiamento foi em 1889, pelo Comissário da Polícia Metropolitana de Londres, Sir Charles Warren. Os repetidos fracassos de Warren em identificar e prender o serial killer Jack, o Estripador, renderam-lhe muita difamação da imprensa, inclusive sendo denunciado por não ter usado cães de caça para rastrear o assassino. Ele logo arranjou dois bloodhounds treinados, para a realização de um simples teste de rastreamento da cena de outro dos crimes do assassino.  Os resultados estavam longe de ser satisfatórios, com um dos cães mordendo o comissário e ambos os cães mais tarde fugindo, exigindo uma busca policial para encontrá-los.
Foi na Europa Continental que os cães foram usados pela primeira vez em larga escala na polícia. A polícia em Paris começou a usar cães contra gangues criminosas em circulação durante a noite, mas foi o departamento de polícia em Ghent, na Bélgica, que introduziu o primeiro programa de serviço de cães policiais organizado em 1899. Esses métodos logo se espalharam para a Áustria-Hungria e Alemanha; na Alemanha, os primeiros desenvolvimentos científicos no campo ocorreram com experimentos em criação e treinamento de cães. A polícia alemã selecionou o pastor alemão como a primeira raça ideal para o trabalho policial e abriu a primeira escola de treinamento de cães em 1920 em Greenheide. Nos anos seguintes, muitos cães pastores belgas malinois foram adicionados à unidade. Os cães foram sistematicamente treinados em obediência aos seus oficiais e rastreando e atacando criminosos.
Na Grã-Bretanha, a Polícia Ferroviária do Nordeste foi uma das primeiras a usar cães policiais em 1908 para impedir o roubo das docas em Hull. Em 1910, as forças policiais ferroviárias estavam experimentando outras raças, como pastor-belga malinois, labradores e pastores-alemães.

## Treinamento

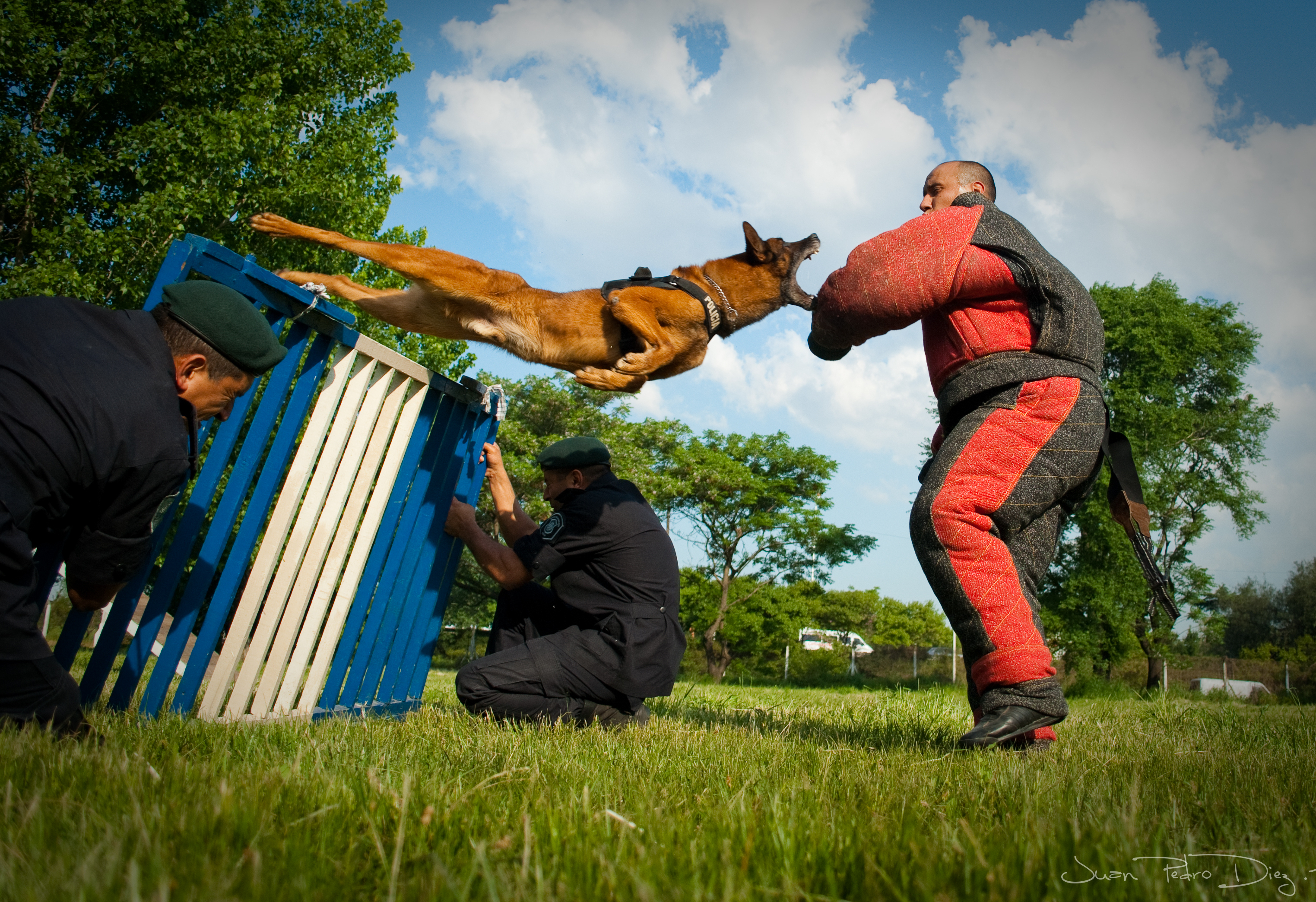
Pastor-belga Malinois sendo treinado para atacar.

O treinamento de cães policiais é um processo muito demorado, já que começa com o treinamento do condutor. O condutor passa por um longo processo de treinamento para garantir que treine o cão com o melhor de sua capacidade. Em alguns países, primeiro o condutor tem que completar o treinamento requerido da academia de polícia e ter mais um a dois anos de experiência de patrulha antes de se tornar elegível para se transferir para uma unidade K9 especializada. Isso ocorre porque a experiência como oficial permite que potenciais oficiais da unidade adquiram uma experiência valiosa na aplicação da lei.
Dependendo do país, o cão candidato pode ser adquirido, adotado, ou nascido no próprio canil da polícia. Os cães devem primeiro passar por um curso básico de treinamento de obediência e serem capazes de obedecer aos comandos de seu condutor sem hesitação. Isso permite que o policial tenha controle total sobre a força que o cão deve usar contra um suspeito. Cães treinados na Europa geralmente recebem comandos na língua nativa do país.  Os cães são inicialmente treinados com esta linguagem para obediência básica, portanto, é mais fácil para o oficial condutor aprender novas palavras de comandos em outro idioma para guiar um cão adulto importado, em vez de reciclar o cão para novas palavras de comandos. Isso é contrário à crença popular de que os cães são treinados em um idioma diferente para que um suspeito não possa comandar o cão contra o policial.
Cães utilizados na aplicação da lei são treinados para sere cães de função única ou de dupla finalidade, de acordo com as aptidões individuais observadas ao longo do treinamento e à necessidade de contingente nas determinadas funções. Cães de propósito único são usados principalmente para ataque ou faro. Cães de dupla finalidade, no entanto, além atuar no ataque também detectam explosivos ou narcóticos a partir do faro. Seu treinamento é difícil e requer ser capaz de distinguir diferentes tipos de narcóticos. Um cão de faro ou detecção é treinado para detectar narcóticos ou explosivos, e não podem ser treinados para detectar ambos por questões de segurança, já que o comportamento do cão para sinalizar a presença de explosivos é diferente de um cão de detecção de narcóticos para evitar qualquer risco de detonação acidental.
Além do adestramento básico e do adestramento específico para ataque ou detecção, a prática de atividades que trazem habilidades para o cão transpor muros, cercas, subir escadas, etc, é de suma importância, assim como a dessensibilização à todo tipo de barulho e de ambiente e solo.

## Cães policiais especializados
- Cães de apreensão e ataque - Também conhecido como cão de patrulha. Este cão é usado para localizar e subjugar suspeitos ou agressores. Pastores belgas malinois, pastores alemães e pastor holandês podem ser usados.
- Cães de busca e salvamento - Este cão é usado para localizar suspeitos ou encontrar pessoas ou objetos desaparecidos.  Pastores belgas malinois, pastores alemães, golden retrievers, labradores e bloodhounds podem ser usados.
- Cães de detecção de narcóticos ou explosivos - Alguns cães são usados para detectar substâncias ilícitas, como drogas e também explosivos, que podem ser transportados e escondidos das mais diversas maneiras.
- Cães de dupla finalidade - São cães totalmente treinados e habilidosos tanto no ataque quanto no faro. Pastores belgas malinois, pastores alemães e pastor holandês podem ser usados.

## Raças populares

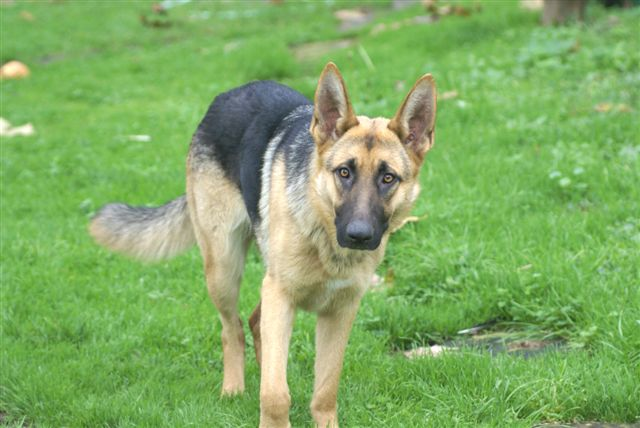
Pastor-alemão (Canis lupus familiares), uma das raças mais usadas por policiais.

Algumas raças são usadas para reforçar a ordem pública. Algumas destas raças de cães policiais notáveis são:
- Basset hound (localização explosivos e narcóticos)
- Beagle  (localização explosivos e narcóticos)
- Pastor-belga Malinois (cão de ataque e patrulha, rastreamento, localização de restos mortais, localização de drogas e explosivos, localização de evidências)
- Bloodhound (identificação específica de odor, rastreamento, localização de bombas, drogas, localização de evidências)
- Rottweiler (cão de ataque)
- Dobermann (proteção, cão de ataque)
- Pastor-holandês (proteção, cão de ataque)
- Pastor-alemão (cão de ataque, rastreamento, localização de restos mortais, localização de drogas, localização de artefatos explosivos improvisados, localização de evidências)
- Braco alemão de pelo curto (localização de pessoas, narcóticos, explosivos e evidências)
- Labrador retriever (localização de explosivos e drogas)
- Golden Retriever (Localização de explosivos e drogas e resgate).

## Aposentadoria
Os cães da polícia são aposentados se ficarem lesionados a ponto de não se recuperarem completamente, engravidarem ou estarem amamentando, ou se estiverem muito velhos ou doentes para continuar trabalhando. A vida útil de um K9 é de 6 a 9 anos.
No entanto, quando os cães da polícia se aposentam em alguns países, eles podem ter a chance de receber um plano de pensão por sua contribuição. No Brasil, podem ser adotados pelos seus condutores ou por uma pessoa selecionada. Cães da polícia em Nottinghamshire, Inglaterra, agora têm a oportunidade de se aposentar com uma forma de segurança, já que suas forças do governo agora oferecem US $ 805 ao longo de três anos para cobrir quaisquer custos médicos adicionais. Não só eles agora recebem um plano de pensão, mas também se aposentam e residem com seu condutor original.
Se esses K9 forem mortos no cumprimento do dever, eles receberão as mesmas honras que seus parceiros humanos.